# Údolní nádrž Nechranice
Údolní nádrž Nechranice är en reservoar i Tjeckien. Den ligger i den nordvästra delen av landet, 80 km väster om huvudstaden Prag. Údolní nádrž Nechranice ligger 252 meter över havet.Trakten runt Údolní nádrž Nechranice består till största delen av jordbruksmark.